# Karcino
Karcino (německy Langenhagen) je vesnice v severozápadním Polsku v Západopomořanském vojvodství v okrese Kolobřeh v gmině Kolobřeh. Vesnice leží přibližně 13 km od města Kolobřeh a asi 95 km severovýchodně od Štětína.

## Historie
Před rokem 1945 byla vesnice součástí Německa.